# Norisring
De Norisring is een stratencircuit in Neurenberg, gelegen op het terrein waar tijdens de Tweede Wereldoorlog de bijeenkomsten van de Nationaalsocialistische Duitse Arbeiderspartij werden gehouden. Omdat de naam Nürnbergring verwarring zou veroorzaken met de Nürburgring, werd gekozen voor de naam Norisring.

## Evenementen
Op het circuit wordt jaarlijkt een race gereden voor het DTM kampioenschap. In het voorprogramma van deze klasse worden de Formule 3 Euroseries verreden.

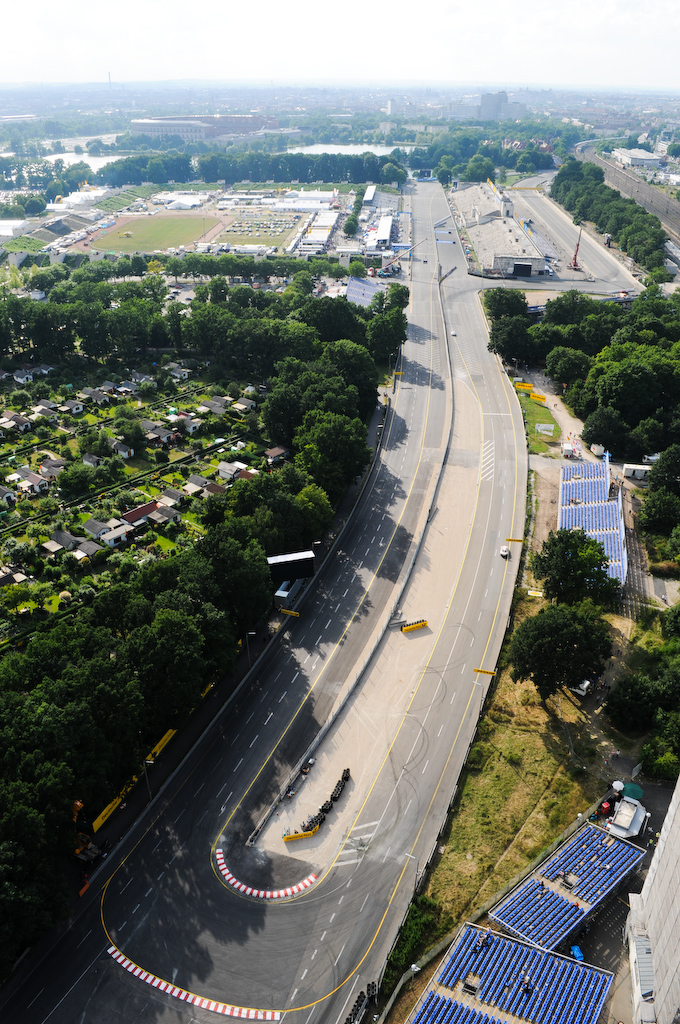
De Norisring in 2008